# Adalberto di Cuorsincero
Adalberto di Cuorsincero è un personaggio immaginario protagonista di una omonima serie a fumetti ideata e realizzata da Giuseppe Ramello e Paolo Piffarerio; venne pubblicata negli anni novanta in Italia su Il Giornalino.

## Personaggio
Edgardo di Cuorsincero è una guardia del re che viene ingiustamente accusato di aver rubato il diadema che avrebbe dovuto essere usato per incoronare imperatore Carlo Magno da papa Leone III; Edgardo è misteriosamente scomparso e suo figlio Adalberto parte alla sua ricerca, insieme al cavaliere Ridondo.

## Storia editoriale
Il personaggio esordì come protagonista di una storia singola, "Il diadema imperiale" che venne pubblicata sul Giornalino nel 1992 ma, il positivo riscontro, portano a realizzare una serie a episodi di 230 tavole che verrà pubblicata negli anni successivi sulla stessa rivista.